# Денарий
Вижте пояснителната страница за други значения на Динар.
Денарий (лат. denarius – състоящ се от десет) е древна римска сребърна монета, която се равнявала на 10 медни аса. Била най-използваната монета в обращение.
Денарии започнали да се секат в Древен Рим през 212 или 211 г. пр.н.е. по време на Втората Пуническа война. Първоначално денарият бил 1/72 от римския фунт и теглото му било 4,55 g (327,45 : 72). През 27 г. пр.н.е. по времето на Октавиан Август той намалял до 1/84 фунта (3,9 g) и се равнявал вече на 16 аса.
По време на късната република и ранния принципат, денарият е основна римска валута, но появилите се инфлационни процеси водят до неговото обезценяване. При император Нерон (54 – 68 г.) денарият вече бил равен на 1/96 фунта (3,41 g). При Нерон, Веспасиан и Тит съдържанието на сребро в монетата е намалено. Домициан прави опит да върне стандарта на първите денарии, но в 85 г. той също намалява пробата. Ако през 1 век денарият се изсичал от почти чисто сребро, то през 2 век към състава му започнали да прибавят мед. Траян, Антонин Пий, Марк Аврелий, Комод и Септимий Север последователно намалявали процентното съдържание на благороден метал в сплавта, докато в края на 2 век среброто било само около 50%. Търговците започнали да правят разлика между старите и новите монети и равнявали два нови на един от старите денарии. Появява се и т.нар. „войнишки денарий“ от бяла бронзова сплав, увеличава се и броят на т.нар. „фурета“ – официални фалшификати, направени от бронзово ядро, покрито със сребро. Каракала въвежда двоен денарий – антониниан – който постепенно измества обикновения. Най-разпространената сребърна монета съвсем се обезценила. Редовното сечене на денариите спира при Гордиан III. Аврелиан и Диоклециан за последен път отсичат малка серия от денарии от посребрен бронз. От денария са получили названието си съвременните парични единици динари.